# Michał Hellmann
Michał Hellmann (1811–1848) – polski działacz patriotyczny
Urodził się w 1811 roku w Mariampolu, woj. Augustowskie. W 1828 ukończył Szkołę Wojewódzką w Sejnach. W tym też roku zapisał się na Wydział Prawa i Administracji Uniwersytetu Warszawskiego. Równocześnie studiował na Wydziale Filozoficznym. Po upadku powstania listopadowego wyemigrował do Francji. Był członkiem Towarzystwa Patriotycznego. W 1834 roku wyjechał do Anglii, gdzie przez pewien czas współpracował ze Stanisławem Worcellem. Był czynnym członkiem Ludu Polskiego Gromady Grudziąż. Od stycznia 1843 roku należał do Stowarzyszenia Insurekcyjno-Monarchicznego w Anglii a od 1845 roku był również członkiem Grona Historycznego Polskiego. Zmarł w 1848 roku na gruźlicę.